# Малый Соплеск
Малый Соплеск (устар. Малый Сопляс) — река в России, протекает в Республике Коми по территории Вуктыльского района. Левый приток реки Печора.

## География
Устье реки находится в 1028 км по левому берегу реки Печора, в нескольких километрах от посёлка Усть-Соплеск. Длина реки — 58 км, площадь водосборного бассейна — 330 км².

## Данные водного реестра
По данным государственного водного реестра России относится к Двинско-Печорскому бассейновому округу, водохозяйственный участок реки — Печора от водомерного поста у посёлка Шердино до впадения реки Уса, речной подбассейн реки — бассейны притоков Печоры до впадения Усы. Речной бассейн реки — Печора].